# Ronald Hernández

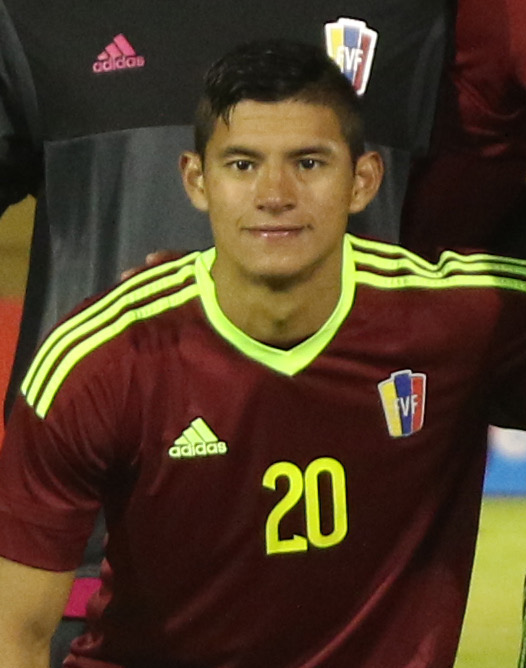
Ronald Hernández

Ronald José Hernández Pimentel (Barinas - 21 de setembro de 1997) é um jogador de futebol profissional venezuelano que joga como zagueiro no Atlanta United, clube da Major League Soccer, emprestado pelo Aberdeen, e pela seleção venezuelana . Anteriormente, ele jogou pelo Zamora na Venezuela e pelo Stabæk na Noruega.

## Carreira do clube
Em 17 de agosto de 2017, Hernández assinou pelo Stabæk, da Noruega.
Em 31 de janeiro de 2020, Hernández assinou com a equipe escocesa da primeira divisão, Aberdeen, por um contrato de quatro anos e meio. Ao fazer isso, ele se tornou o primeiro jogador venezuelano do clube. Hernández não conseguiu se estabelecer na Escócia com a pandemia de COVID-19 que começou logo após sua chegada ao clube. Ele fez seis partidas pelo Aberdeen, todas na Premiership da Escócia, antes de deixar o clube em uma licença compassiva em dezembro de 2020 para ficar com sua família na Venezuela. Ele foi posteriormente vinculado a uma transferência para o Atlanta United, clube da MLS, com quem o Aberdeen tem uma parceria estratégica.

#### Atlanta United (empréstimo)
Em 18 de fevereiro de 2021, Hernández ingressou no Atlanta United da Major League Soccer por empréstimo para a temporada de 2021.

## Seleção
Hernández foi convocado para a seleção sub-20 da Venezuela para a Copa do Mundo Sub-20 da FIFA 2017 .
| time nacional | Ano   | Apps | Metas |
| ------------- | ----- | ---- | ----- |
| Venezuela     | 2017  | 2    | 0     |
| Venezuela     | 2018  | 1    | 0     |
| Venezuela     | 2019  | 12   | 0     |
| Total         | Total | 15   | 0     |

Venezuela Sub-20
- Copa do Mundo Sub-20 da FIFA : vice-campeão 2017
- Campeonato Sul-americano de Futebol Juvenil : terceiro lugar em 2017